# Günther Bien
Günther Bien (* 26. April 1936 in Mönchengladbach; † 6. November 2023) war ein deutscher Philosoph und Philosophiehistoriker, der vor allem durch seine Forschungen zu Aristoteles, zur Politischen Philosophie und zur Ethik bekannt wurde.

## Leben
Bien studierte Philosophie, Klassische Philologie, Mathematische Logik und Soziologie an den Universitäten Münster, Würzburg und Marburg. 1964 wurde er wissenschaftlicher Assistent am Philosophischen Seminar der Ruhr-Universität Bochum (Lehrstuhl Hermann Lübbe), wo er 1968 promoviert wurde und sich 1969 für Philosophie habilitierte. Nach Vertretungen des Lehrstuhls für Philosophie an der Universität Stuttgart wurde er 1976 ebendort ordentlicher Professor für Philosophie. 1988 wurde er Honorarprofessor an der Universität Ulm. 2004 wurde er emeritiert. Seit 2010 war Günther Bien Prorektor der privaten Lessing-Hochschule e. V. Berlin. Darüber hinaus nahm er Lehraufträge an den Universitäten Münster, Gießen, Zürich, Brasilia und der Freien Universität Berlin wahr. Er war Mitherausgeber des Historischen Wörterbuches der Philosophie. Bis zur Emeritierung war er Mitglied des Beirates der Allgemeinen Zeitschrift für Philosophie und Mitherausgeber der Buchreihe Praktische Philosophie im Alber-Verlag, Freiburg. Er wurde der Ritter-Schule zugerechnet.

## Werk

### Philosophiehistorie
Biens Werk ist vor allem philosophiehistorisch geprägt. Der Ausgangspunkt seines Werkes ist hierbei Aristoteles im Unterschied zur Philosophie der Platonischen Akademie. In Biens Schriften stellt sich dieser Unterschied insbesondere hinsichtlich der Praktischen Philosophie dar – während es für die platonischen Akademiker nur eine Theorie und Praxis umfassende Philosophie gibt, unterscheidet Aristoteles streng zwischen der Theoretischen Philosophie und der praktischen, als diejenige, die sich um das Menschengemachte und Veränderliche sammelt. Sie geht von dem demjenigen aus, was sie an gebildeten Vormeinungen und philosophischer Tradition vorfindet, um das in beiden enthaltene Wirkliche auf den Begriff zu bringen. Bien zeigt dies an der Dreiheit der aristotelisch-praktischen Philosophie auf: Die divergierenden Meinungen über das Gute werden aufgegriffen und mithilfe philosophischer Reflexion auf das ihnen Gemeinsame – das um seiner selbst Willen erstrebte Gut, die Eudaimonie – hin geordnet (Ethik). Da der Mensch als Zoon politikon zu dessen Verwirklichung aber auf die menschlichen Gemeinschaften angewiesen ist, muss die Ethik durch eine Politik ergänzt werden. Zunächst gründet der Mensch um des Lebens willen Hausgemeinschaften (Oikos), die sich zur gegenseitigen Stütze in Dorfgemeinschaften zusammenschließen. Doch die zur Sprache und Vernunft begabte Menschennatur erreicht ihr Telos erst in der Polis, wo das ,Gut-Leben' der Polisbürger in ihrem Selbstseinkönnen wirklich wird.

### Technik
Biens philosophiehistorischer Ansatz folgte dabei aber selbst einem systematischen Interesse. Auf insbesondere drei Gebieten arbeitet Bien in seinen Schriften die historische Bewegung, die in den rund zwei Jahrtausenden von Aristoteles zu Hegel stattgefunden hat, heraus, um die Gegenwart auf ihren Begriff zu bringen. Hinsichtlich der Technik zeigt er, wie sich das ursprünglich hauptsächlich auf Erfahrung gegründete Kunstwissen der Antike und Alteuropas umgekehrt hat und zu einer insbesondere naturwissenschaftlich getragenen Naturbeherrschung geworden ist.

### Ökonomie
Hinsichtlich der Ökonomie führte Bien aus, wie sich die antike-alteuropäische Haushaltungskunst zur Nationalökonomie und modernen Volkswirtschaftslehre gewandelt hat. Mit dem damit einhergehenden Produktivitätsfortschritt geht die Möglichkeit einher, die Selbstständigkeit, die bis an die Schwelle zur Moderne nur wenigen, nämlichen den männlichen Oikodespotes bzw. Pater familias zugekommen sei, die Ackerland und Knechte besitzen, für alle Menschen als Menschen zu universalieren. Die moderne Gefahr besteht allerdings darin, dasjenige, was Aristoteles für schädlich für das Zusammenleben der Polis und der Tugend der Bürger hielt, den Gelderwerb um des Gelderwerbes wegen (Chrematistik), zur Herrschaft über die Gesellschaft zu erheben. Zur Wahl stehe ein "Leben in freier Selbstbestimmung mit dem Zweck einer Realisierung humaner Glücksbedingungen oder eine auf die Produktion und Vermehrung von Gütern allein um ihrer selbst willen abzielende Arbeitsexistenz". Das Neue der modernen Zeit finde sich insbesondere in Hegels Philosophie des Rechts als "System der Bedürfnisse" wieder – einer von dem Staat und dem Einzelnen differenten Bürgerlichen Gesellschaft, um deren Einhegung es ginge.

### Politik
Hinsichtlich der Politik ging es Bien wiederum um die Bewegung von Aristoteles zu Hegel. Er zeigt auf, wie sich in der Moderne durch die veränderte Ökonomie und Aufklärung das Politikverständnis radikal verändert. Konnte in antik-alteuropäischen Zeiten nur derjenige Bürger sein, der aufgrund von Geschlecht, Bodenbesitz und Muße rechtlich Selbstständigkeit zugesprochen bekam, universaliert sich vom 18. in das 19. Jahrhundert dieser Bürgerbegriff. Bei Aristoteles sollten Sklaven, Tagelöhner, Knechte und Handwerker noch selbstverständlich aus der Polis ausgeschlossen bleiben, weil sie ökonomisch unselbstständig sind, so gilt bei Hegel schon, dass jeder Mensch qua seines Menschseins als rechtliche Person zu gelten habe. Die bürgerlichen Revolutionen in Großbritannien, Frankreich und Amerika scheinen also nur Vordergründig die demokratischen bzw. republikanischen Staatsformen der Antike gegen die Monarchien Europas durchzusetzen, tatsächlich entstehe dadurch etwas ungekanntes Neues. "Genau an diesem Punkte, beim Versuch einer Realisierung der in einem genauen Sinne ,politischen' d. h. aber: republikanischen Substanz der antiken Bürgergemeinde unter den ganz anderen gesellschaftlichen Bedingungen der Neuzeit, von denen außer dem Fehlen der ständischen Differenzierung hier nur der Fortfall der absoluten Ungleichheit in Form des Instituts der Sklaverei genannt sei, genau an diesem Punkte also entspringt moderne politische Geschichtsphilosophie". Um die postulierte Gleichheit aller zu erreichen, werde eine "unendliche Progression" in Gang gesetzt, die nie erreicht, aber immer angestrebt werden könne. Deshalb sei das zentrale Problem der modernen Politischen Philosophie nicht mehr die Qualität bestimmter Herrschaftsformen, sondern die "Vermittlung des Allgemeinen und des Besonderen" im modernen Verfassungsstaat. Diesem gelte es sich zu widmen.

## Schriften (Auswahl)
- Das Theorie-Praxis-Problem und die politische Philosophie bei Platon und Aristoteles. In: Philosophisches Jahrbuch 76 (2), 1969, S. 264–314.
- Die Grundlegung der politischen Philosophie bei Aristoteles. Alber, Freiburg 1973 u.ö.
  - Italienische Übersetzung: La filosofia politica di Aristotele. Mulino, Bologna 1985.
- Die aktuelle Bedeutung der ökonomischen Theorie des Aristoteles. In: Bernd Biervert; Klaus Held; Josef Wieland (Hrsg.): Sozialphilosophische Grundlagen ökonomischen Handelns. Suhrkamp, Frankfurt am Main 1990, S. 33–64.
- Grundpositionen philosophischer Ethik. Klett, Stuttgart 1997.
- Glück – was ist das? Knecht, Frankfurt/M. 1999.